# Kino no tabi
Kino no tabi: the Beautiful World (キノの旅 -the Beautiful World-? lett. "Il viaggio di Kino"), è una serie di light novel di 23 volumi in corso di pubblicazione scritta da Keiichi Sigsawa e illustrata da Kohaku Kuroboshi. La serializzazione della serie iniziò sul quinto volume dell'ora defunto magazine Dengeki hp edito da MediaWorks il 17 marzo 2000. Il primo volume della serie è stato pubblicato il 10 luglio dello stesso anno da ASCII Media Works sotto l'etichetta della Dengeki Bunko. Al 2017, circa 8,2 milioni di copie del light novel sono state vendute in Giappone.
Nel 2003 la serie di light novel è stata adattata in un anime di 13 episodi, diretto da Ryūtarō Nakamura (Serial Experiments Lain) e scritto da Sadayuki Murai (Boogiepop Phantom). Sono stati inoltre prodotti due film di 30 minuti (Nanika o suru tame ni -life goes on. e Byōki no kuni -For You-) e un episodio introduttivo alla serie. Attualmente non esiste un adattamento italiano dell'opera. Un nuovo adattamento anime della serie, intitolato Kino's Journey -the Beautiful World- the Animated Series, prodotto da Egg Firm e diretto da Tomohisa Taguchi presso Lerche, è uscito nel 2017.
Gli episodi sono autoconclusivi e raccontano i viaggi di Kino e della sua motocicletta Hermes in diversi paesi, ognuno di questi afflitto da una problematica differente. I contenuti sono particolarmente crudi e molte delle situazioni affrontate richiedono una certa maturità dello spettatore per essere pienamente comprese.

## Trama
Protagonista della storia è Kino che, in sella alla sua motocicletta Hermes, gira il mondo senza una meta precisa, ma per imparare e conoscere le realtà di popoli differenti. Seguendo la regola di non fermarsi mai per più di 3 giorni nello stesso posto visiterà una miriade di luoghi, ognuno con una storia alle spalle e con problematiche a volte assurde, altre perfettamente comprensibili per quanto crudeli e inaccettabili.
Il fiabesco mondo in cui viaggia è pieno di città molto differenti tra di loro, alcune moderne, altre quasi medievaleggianti, dove spesso tecnologie di ere differenti si mescolano (ad esempio robot e grammofoni). Ma le più grandi differenze sono quelle tra le persone che le abitano e le loro storie, che offrono molti spunti di riflessione. Infatti Kino si troverà il più delle volte di fronte a dilemmi etici e situazioni in cui il suo aiuto potrebbe salvare qualcuno (anche se il più delle volte Kino evita di rimanere coinvolta).

## Personaggi

La protagonista Kino nell'anime del 2017

I personaggi principali sono Kino e la sua motocicletta parlante Hermes mentre gli altri personaggi sono tutti di passaggio nei singoli episodi, anche se, nel corso della serie, se ne potranno individuare alcuni che per Kino hanno un'importanza particolare.
Kino (キノ?)
Doppiata da: Ai Maeda (anime 2003 e videogiochi), Aoi Yūki (anime 2017), Aya Hisakawa (drama-CD e Dengeki Bunko: Fighting Climax)
Kino è la protagonista della serie e viaggia in diversi paesi con la sua motocicletta parlante Hermes, scoprendo le loro culture e persone. Nell'anime, il sesso di Kino è inizialmente ambiguo, ma è stato confermato essere femmina nel quarto episodio, quando incontra per la prima volta Hermes e prende in prestito il nome "Kino" da un altro viaggiatore. È abile nel combattimento, porta con sé sia pistole che coltelli ed è abituata alla vita da viaggiatrice. Con coloro che incontra è invariabilmente gentile e risponde in maniera diretta alle domande.
Hermes (エルメス?, Erumesu)
Doppiato da: Ryuji Aigase (anime 2003 e videogiochi), Sōma Saitō (anime 2017), Junko Noda (drama-CD)
Hermes è una motocicletta Brough Superior parlante ed è il fedele compagno di viaggio di Kino; sebbene a volta possa essere riluttante, accompagna fedelmente Kino nei suo viaggi. La relazione tra Kino ed Hermes è presentata come simbiotica, come spiegato nella Terra degli Adulti dove Hermes fornisce velocità e Kino l'equilibrio. Nei primi due episodi dell'anime e in quasi tutti i capitoli dei romanzi ha la tendenza a pronunciare male frasi e parole. Il suo nome è un riferimento al dio greco Ermes. Sebbene il suo nome sia scritto "Hermes", nel terzo libro si sottolinea che la "H" nel suo nome è muta.
Kino (viaggiatore maschio) (キノ (旅人)?, Kino (tabibito))
Doppiato da: Kazuhiko Inoue (anime 2003), Daisuke Ono (anime 2017)
Non si conoscono molti dettagli riguardo al vero Kino, solo che è un giovane con gli occhiali dall'atteggiamento calmo che viaggia secondo la stessa regola dei tre giorni della protagonista Kino. È arrivato nella Terra degli Adulti ed è molto probabilmente il motivo per cui la protagonista intraprende il suo viaggio dopo la sua morte proteggendola dalle usanze del suo paese. Fa spesso affermazioni simili a quelle della controparte originale e talvolta lo cita persino. Nei romanzi, il Kino originale spiega che si guadagna da vivere vendendo erbe medicinali e oggetti insoliti che trova durante i suoi viaggi.
Shizu (シズ?)
Doppiato da: Takashi Irie (anime 2003), Yūichirō Umehara (anime 2017)
Shizu è un giovane con un grande talento per la scherma. Viaggia su una dune buggy con Riku, il suo compagno cane parlante. Nei romanzi appare in più storie che lo vedono come protagonista assieme a Riku e Ti. Riku racconta tutte queste storie tranne una. Più avanti nei romanzi, Kino ed Hermes si incontrano di nuovo con Shizu e Riku, ma Kino sembra ricordare solo il nome di Riku.
Riku (陸?)
Doppiato da: Hōchū Ōtsuka (anime 2003), Kenichiro Matsuda (anime 2017)
Riku è un cane parlante che viaggia con Shizu. È grande, bianco e il suo muso lo fa sembrare sempre sorridente. Apparentemente, nell'anime, Riku parla solo con Hermes, poiché Kino non crede che Riku possa parlare quando gli viene detto della discussione che Hermes ha avuto con lui. Nell'anime del 2003 invece, Riku parla anche con Shizu. Nei romanzi, Riku parla sia a Kino che a Hermes. Nell'anime del 2017, parla sia a Kino che a Hermes, con grande sorpresa di quest'ultimo.
Ti (ティー?, Tī) / Tifana (ティファナ?)
Doppiata da: Mamiko Noto (videogiochi), Ayane Sakura (anime 2017)
Ti, conosciuta anche come Tifana, è una bambina di 12 anni con cui Shizu fa amicizia nel paese delle navi. Quando Shizu decide di andarsene, rifiuta di separarsi da lui e decide di uccidersi con quest'ultimo. Dopo essere stata fermata da Kino, Ti viene accolta da Shizu, viaggiando con lui e Riku da quel momento in poi. Le armi preferite di Ti sono le granate e porta con sé una borsa che ne contiene alcune per autodifesa.
Sakura (さくら?)
Doppiata da: Aoi Yabusaki (anime 2003), Kokoa Amano (anime 2017), Akemi Satō (drama-CD)
Sakura è una ragazza del paese visitato da Kino nell'ultimo episodio della prima serie anime. Condivide molte somiglianze con Kino, come il fatto che anche i suoi genitori possiedono una locanda. I bambini tendono a storpiare il suo nome in nekura (根暗? lett. "cupa") e okra (オクラ?, okura, lett. "ocra").
Shisho (師匠?, Shishō)
Doppiata da: Junko Midori, Akeno Watanabe (secondo videogioco), Lynn (anime 2017)
Shisho è la maestra di Kino che le ha insegnato l'abilità di tiro. Vive nella foresta e non viaggia. Il suo vero nome è sconosciuto; "Shisho" è un titolo che significa "mentore" o "maestro" (anche se Kino inizialmente non se ne rende conto). Nell'ultimo episodio della prima serie anime, che cronologicamente si svolge prima della maggior parte degli altri episodi, l'armaiolo che ha riparato il cannone di Kino lo ha riconosciuto e ha detto a Kino che una volta ha conosciuto una giovane donna che insisteva che tutti la chiamassero "Shisho". Viaggiava da un paese all'altro e creava problemi ovunque andasse. Nei romanzi, più storie sono dedicate ai suoi viaggi insieme a un uomo definito come suo "studente", quando lei aveva poco più di trent'anni. Lei e il suo studente vengono mostrati come incredibilmente avidi, fino al punto di essere crudeli. Viaggiano in un'auto gialla malconcia che assomiglia a una Subaru 360.

## Media

### Light novel
Kino no tabi è iniziato come una serie di light novel scritta da Keiichi Sigsawa e illustrata da Kohaku Kuroboshi. La serie originariamente iniziò la serializzazione sull'ormai defunta rivista di light novel Dengeki hp di MediaWorks con l'uscita del sesto volume il 17 marzo 2000. Il primo volume della serie è stato pubblicato il 10 luglio 2000 da ASCII Media Works sotto l'etichetta Dengeki Bunko. A novembre 2020 sono stati pubblicati 23 volumi. L'ottavo volume della serie, originariamente pubblicato nell'ottobre 2003, è stato il millesimo romanzo pubblicato da Dengeki Bunko. Un volume aggiuntivo intitolato Kino no tabi —the Beautiful World— Gekijō no kuni —KINO— (キノの旅 —the Beautiful World— 劇場の国 —KINO—?, Kino no tabi —the Beautiful World— Gekijō no kuni —KINO—, lett. "Il viaggio di Kino -the Beautiful World- Il paese del teatro -KINO-") è stato pubblicato esclusivamente come regalo promozionale per il secondo film d'animazione. Una raccolta di capitoli speciali intitolati Kino no tabi: the Sigsawa's World (キノの旅 -the Sigsawa's World-?) è stata distribuita assieme al primo volume della rivista di light novel Dengeki Bunko Magazine di ASCII Media Works il 10 aprile 2008.
In commemorazione del 20º anniversario di Dengeki Bunko, Kino no tabi è stato serializzato settimanalmente da aprile a settembre 2013 su diversi quotidiani regionali giapponesi. I dieci racconti serializzati in questo periodo sono stati inclusi nel 17° volume pubblicato nell'ottobre dello stesso anno. I precedenti 16 volumi invece sono stati pubblicati con una nuova copertina sempre come parte dell'anniversario.
La serie di light novel è stata tradotta anche in cinese, coreano e tedesco. Tokyopop ha concesso in licenza i romanzi con il titolo originale per la distribuzione in Nord America e il primo volume è uscito il 3 ottobre 2006. L'ordine dei capitoli della versione inglese del primo volume edito da Tokyopop differiva dalla versione originale giapponese. Secondo i rappresentanti di Tokyopop c'erano dei problemi con il licenziatario che gli hanno impedito di distribuire ulteriori volumi della serie. Tokyopop ha utilizzato un'immagine del frontespizio del sesto capitolo del romanzo originale da utilizzare come copertina del romanzo inglese. Nel maggio 2021, Tokyopop ha confermato che la sua licenza per la serie è scaduta.
Il primo volume di uno spin-off della serie regolare intitolato Gakuen Kino (学園キノ? lett. "Accademia Kino") è stato pubblicato il 10 luglio 2006 da Dengeki Bunko; a maggio 2021 sono stati pubblicati sette volumi. La serie è una raccolta di parodie originariamente pubblicate in tre diverse riviste spin-off di Dengeki hp: Dengeki p, Dengeki h e Dengeki hpa. Lo spin-off presenta Kino come una ragazza magica in un ambiente scolastico. Gakuen Kino è stato tradotto a sua volta in cinese e coreano.

### Artbook e manga
Un artbook di 96 pagine contenente illustrazioni di Kohaku Kuroboshi è stato pubblicato da ASCII Media Works nel marzo 2003. Il libro presenta illustrazioni di Kino no tabi e dalla serie di light novel Allison, ad opera degli stessi autori. Nell'artbook sono incluse anche illustrazioni originali mai pubblicate nei volumi del romanzo e un breve racconto originale dedicato alla serie e scritto da Keiichi Sigsawa. Altri due artbook di Kohaku Kuroboshi sono stati pubblicati in commemorazione del 15º anniversario della serie di romanzi. Questi artbook includono illustrazioni di Kino no tabi fino al 18° volume, Gakuen Kino, tutte le light novel di Allison e latri romanzi di Keiichi Sigsawa, oltre ad artwork di Kohaku Kuroboshi accreditato come Takeshi Iizuka.
Tre libri illustrati sono stati pubblicati da ASCII Media Works sotto la loro etichetta Dengeki Bunko Visual Novel. Il primo, pubblicato il 3 dicembre 2003, presenta quarantotto pagine ed è intitolato Kioku no kuni —Their Memories— (記憶の国 —Their Memories—? lett. "Il paese dei ricordi —Their Memories—"). Il primo libro è stato distribuito in bundle con un CD audio contenente image song (una delle quali è basata sulla melodia del Canone di Pachelbel). Il secondo libro, pubblicato il 19 ottobre 2005, contiene ottanta pagine ed è intitolato Tabibito no hanashi —You— (旅人の話 —You—? lett. "La storia del viaggiatore —You—"). Quest'ultimo è stato distribuito in due edizioni, una regolare e una contenente un DVD bonus dedicato al primo film d'animazione Gekijōban Kino no tabi - the Beautiful World - Nanika o suru tame ni - life goes on.. Il terzo libro, pubblicato il 25 dicembre 2005, contiene 40 pagine ed è intitolato Watashi no kuni —Own Will— (わたしの国 —Own Will—? lett. "Il mio paese —Own Will—"). Questo è stato fornito in bundle con un DVD del secondo film d'animazione Kino no tabi - the Beautiful World - Byōki no kuni -For You-.
Un adattamento manga della serie spin-off Gakuen Kino è stato disegnato dal gruppo dōjinshi Dennō Ōwadan. La serializzazione è iniziata nel volume 10 di Dengeki G's Festival! Comic di ASCII Media Works pubblicato il 23 febbraio 2010. Il manga ha continuato la serializzazione fino al volume 14 di Dengeki G's Festival! Comic pubblicato il 26 ottobre 2010. È stato trasferito su Dengeki G's Magazine di ASCII Media Works con il numero di dicembre 2010 ed è stato pubblicato fino al numero di giugno 2012. È stato raccolto in tre volumi. Un adattamento manga di Kino no tabi, disegnato da Iruka Shiomiya, è stato serializzato su Shōnen Magazine Edge di Kōdansha dal 17 marzo 2017 al 17 agosto 2020. I suoi capitoli sono stati raccolti in otto volumi tankōbon. Una traduzione in inglese è stata pubblicata da Kodansha USA sotto l'etichetta Vertical Comics da febbraio 2019. Un secondo manga, disegnato da Gou, ha iniziato la serializzazione nel numero di luglio 2017 della rivista Dengeki Daioh di ASCII Media Works, pubblicata il 27 maggio 2017. È stato raccolto in cinque volumi tankōbon a partire da febbraio 2020.

### Anime
Un adattamento anime prodotto da A.C.G.T e Genco, diretto da Ryūtarō Nakamura e scritto da Sadayuki Murai, è stato trasmesso sulla rete televisiva satellitare WOWOW dall'8 aprile all'8 luglio 2003 per un totale di 13 episodi. La serie anime è stata successivamente ritrasmessa in tutto il Giappone su Animax, che ha mandato in onda l'anime anche attraverso le sue reti mondiali nel sud-est asiatico, nell'Asia orientale e nell'Asia meridionale. Gli episodi sono stati raccolti in sei volumi DVD pubblicati dal 18 giugno al 19 novembre 2003; il primo volume conteneva tre episodi, mentre ciascuno dei volumi successivi ne presentava due. La serie è stata ripubblicata su DVD in edizioni economiche sempre in sei volumi, con i primi tre volumi raggruppati e venduti il 19 gennaio 2005, e gli ultimi tre il 16 febbraio 2005. Oltre alla serie principale, esiste anche un prologo di 12 minuti che è stato pubblicato come OAV in allegato all'edizione DVD del primo d'animazione il 19 ottobre 2005. La sigla d'apertura è All the way di Mikuni Shimokawa mentre quella di chiusura è The Beautiful World di Ai Maeda; entrambi i singoli sono stati pubblicati il 18 giugno 2003. In Italia i primi quattro episodi sono stati proiettati il 23 gennaio 2005 in versione sottotitolata durante il Future Film Festival ad opera di Mediafilm, che aveva originariamente pianificato di distribuirla per intero, ma alla fine la serie è rimasta inedita.
Un secondo adattamento anime intitolato Kino's Journey -the Beautiful World- the Animated Series, animato dallo studio Lerche e prodotto da Egg Firm, è stato trasmesso dal 6 ottobre al 22 dicembre 2017 per un totale di 12 episodi. La serie è diretta da Tomohisa Taguchi, con Yukie Sugawara che si è occupata della sceneggiatura e Ryoko Amisaki che ha curato il character design. La sigla d'apertura è Here and There mentre quella di chiusura è Satōdama no tsuki (砂糖玉の月?); entrambe sono cantate da Nagi Yanagi. Gli episodi sono stati raccolti in tre volumi Blu-ray pubblicati dal 22 dicembre 2017 al 27 aprile 2018; ogni volume conteneva quattro episodi. I diritti per la distribuzione al di fuori dell'Asia sono stati acquistati da Crunchyroll che l'ha trasmessa in simulcast in versione sottotitolata in vari Paesi del mondo, tra cui l'Italia.

### Film
Dalla serie sono stati tratti due film anime. Il primo, Gekijōban Kino no tabi - the Beautiful World - Nanika o suru tame ni - life goes on. (劇場版 キノの旅 -the Beautiful World- 何かをするために -life goes on.? lett. "Il viaggio di Kino versione cinematografica - the Beautiful World - Fare qualcosa: la vita va avanti."), è stato prodotto da A.C.G.T e diretto da Takashi Watanabe. È stato proiettato nei cinema giapponesi il 19 febbraio 2005. Il film, dalla durata di 30 minuti, è un prequel della serie, mostrando Kino mentre viene addestrata dalla sua insegnante, impara a cavalcare Hermes e scopre la sua eccellente abilità di tiro prima di decidere infine di restituire il cappotto del Kino originale a sua madre. La sigla di chiusura è Hajimari no hi (始まりの日?) di Ai Maeda, ed è stata inclusa nell'album Night Fly uscito il 16 marzo 2005.
Il secondo fil, Kino no tabi - the Beautiful World - Byōki no kuni -For You- (キノの旅 -the Beautiful World- 病気の国 -For You-? lett. "Il viaggio di Kino - the Beautiful World - Il paese delle malattie —For You—"), è stato proiettato il 21 aprile 2007 come uno dei tre film distribuiti al Dengeki Bunko's Movie Festival. Prodotto dallo studio Shaft e diretto da Ryūtarō Nakamura, segue il viaggio di Kino ed Hermes in un paese altamente avanzato dove le persone vivono confinate in un ambiente rinchiuso. Su richiesta di suo padre, Kino racconta dei suoi viaggi a una ragazza malata che è ricovera lì. La sigla di chiusura è Bird di Mikuni Shimokawa, e il singolo è stato pubblicato il 14 marzo 2007.

### Altri media
Un drama-CD di Kino no tabi è stato disponibile tramite vendita per corrispondenza con il quindicesimo volume dell'ormai defunta rivista di light novel di MediaWorks, Dengeki hp, pubblicata il 18 dicembre 2001. Le tracce del CD furono originariamente trasmesse nel programma radiofonico Dengeki Taishō di ASCII Media Works nel 2001.
La serie è stata adattata in due videogiochi d'avventura visual novel per PlayStation 2 ad opera di Tycoon e ASCII Media Works. Il primo gioco, intitolato Kino no tabi —the Beautiful World— (キノの旅 —the Beautiful World—?), è stato pubblicato il 17 luglio 2003 e una versione migliorata è stara successivamente distribuita il 25 novembre 2004. La maggior parte della storia è tratta dai volumi uno, due, tre, cinque e sei della light novel originale, a cui si aggiunge una storia originale ascritta appositamente per il gioco da Keiichi Sigsawa. La colonna sonora originale è stata pubblicata il 24 luglio 2003. Il secondo gioco, intitolato Kino no tabi II -the Beautiful World- (キノの旅II -the Beautiful World-?), è stato lanciato sul mercato il 1º dicembre 2005, e una versione migliorata è uscita l'8 marzo 2007. Come il primo gioco, la maggior parte della storia è tratta dalla light novel, ma è inclusa anche una storia aggiuntiva scritta sempre da Sigsawa. Inoltre il gioco veniva fornito in bundle con un libro di 36 pagine intitolato Iroirona hanashi —a Beautiful Dreamer— (いろいろな話 —a Beautiful Dreamer—? lett. "Varie storie —a Beautiful Dreamer—") contenente la storia originale presente nel gioco. Il gioco ha ottenuto un punteggio di 23/40 dalla rivista Famitsū, basato sulla somma dei punteggi (da 0 a 10) dati al gioco da quattro recensori della rivista. Entrambe le visual novel sono state doppiate, utilizzando principalmente lo stesso cast di doppiatori della prima serie anime del 2003. Originariamente ASCII Media Works aveva pianificato di distribuire anche una versione per PlayStation Portable del primo gioco come uno dei titoli di lancio del sistema per il mercato giapponese, ma è rimasta inedita.
Kino inoltre appare come personaggio ospite in svariati videogiochi. In Dengeki Gakuen RPG: Cross of Venus (2009) per Nintendo DS è uno dei personaggi giocabili che collabora con altre eroine della serie di light novel di Dengeki Bunko. In Z.H.P. Unlosing Ranger VS Darkdeath Evilman (2010) per PlayStation Portable appare nuovamente come personaggio giocabile nel corso della storia. In Dengeki Bunko: Fighting Climax (2014) per arcade, PlayStation 3 e PlayStation Vita è presente come personaggio di supporto. In Alchemia Story (2017) per PC, iOS e Android si è tenuto un evento in collaborazione con la serie Kino no tabi dal 23 marzo al 9 aprile 2018 per poi essere riproposto dal 10 al 24 giugno 2020. L'evento presentava una storia originale che permetteva al giocatore di incontrare Kino e Shizu e in più nel gacha veniva installato un avatar con il costume di Kino. In DanMachi: Memoria Freese (2017) per iOS e Android si è tenuto un evento in collaborazione dal 27 aprile al 17 maggio 2018 con una storia completamente originale e i personaggi di Kino no tabi erano distribuiti tramite gacha. In Sangokushi Taisen per arcade è stato inserito un personaggio femminile somigliante a Kino a partire dall'ottobre 2018.

## Accoglienza
La serie si è classificata al 4º posto nella classifica delle light novel del 2003 pubblicata da Nikkei BP sulla base di un sondaggio condotto su Internet. Nel libro Light novel kenkyū josetsu (ライトノベル研究序説?, Raito noberu kenkyū josetsu, lett. "Introduzione alla ricerca sulle light novel") del 2009, Yoriko Kume ha affermato che come protagonista della storia sarebbe stato più indicato un ragazzo anziché una ragazza, ma proprio grazie a tale caratteristica viene sottolineata la natura straordinaria del mondo in cui è ambientata la storia. Kume ha descritto Kino come un personaggio libero da vari sistemi, che scopre e mette in discussione le distorsioni dei vari paesi che visita durante i suoi viaggi, discostandosi dal sistema di genere e creando così un mondo narrativo. Kume ha inoltre affermato che Kino no tabi è un'opera che fa riconsiderare il sistema di genere.
Nel 2010, in Giappone sono state vendute oltre 5,6 milioni di copie dei romanzi, mentre nel 2017 è arrivato a 8,2 milioni di copie. Il primo romanzo pubblicato negli Stati Uniti ha ricevuto recensioni positive. Newtype USA lo ha nominato libro di mese di novembre 2006 e lo ha definito "invitante e avvincente", mentre AnimeOnDVD ha affermato che "ti risucchia" e "ti permette di vivere il viaggio" con la protagonista. La serie si è classificata sei volte nella guida alle light novel Kono light novel ga sugoi! di Takarajimasha: arrivando seconda nel 2006, quinta nel 2007, sesta nel 2008 e dodicesima nel 2009.